# 漢堡國立歌劇院
漢堡國立歌劇院（德語：Hamburgische Staatsoper）是位於德國漢堡的一座歌劇院，也是世界頂尖歌劇院之一。歌劇院的歷史可以追溯自1678年1月2日。二戰期間歌劇院被燒毀。現在的歌劇院重建於1955年。